# Ludzkie dzieci (film)
Ludzkie dzieci (oryg. Children of Men) – film fantastycznonaukowy z 2006 z gatunku thrillerów, wyreżyserowany przez Alfonso Cuaróna. Bazuje on na powieści P.D. James z 1992 roku o tym samym tytule. Występują w nim m.in. Clive Owen, Julianne Moore i Michael Caine.

## Obsada
Główni aktorzy i bohaterowie:
- Clive Owen – Theo Faron
- Julianne Moore – Julian Taylor
- Michael Caine – Jasper Palmer
- Clare-Hope Ashitey – Kee
- Pam Ferris – Miriam
- Chiwetel Ejiofor – Luke
- Danny Huston – Nigel
- Peter Mullan – Sid
- Charlie Hunnam – Patrick
- Oana Pellea – Marichka
- Paul Sharma – Ian
- Jacek Koman – Tomasz
- Philippa Urquhart – Janice

## Fabuła
Jest rok 2027, dystopiczny świat. Z niewiadomych przyczyn ludzie stracili zdolność prokreacji i od 18 lat nie urodziło się ani jedno dziecko. W wieku 18 lat 4 miesięcy 20 dni 16 godzin i 8 minut zginął najmłodszy w tym czasie człowiek. Przyczyna światowej bezpłodności nie jest wyjaśniona. Akcja toczy się w Wielkiej Brytanii, która jest jednym z niewielu krajów świata, w których wciąż funkcjonuje jakikolwiek rząd. Świat jest pogrążony w konfliktach zbrojnych, a imigranci są zamykani w obozach.
Theo (były aktywista, obecnie pracownik ministerstwa zasobów energii) nakłoniony przez Julian (przewodnicząca organizacji Fishes walcząca o prawa imigrantów, przedstawianej przez media jako grupa terrorystyczna) załatwia dokumenty tranzytowe dla imigrantki o imieniu Kee. Podczas eskorty Julian zostaje zabita; okazuje się, że Kee jest w ciąży, a Fishes chce wykorzystać dziecko we własnej polityce. Theo decyduje się dostarczyć imigrantkę do Projektu Humanitarnego. W tym celu przedostaje się przez obóz dla uchodźców (w którym panują złe warunki) w Bexhill na wybrzeże. W tymże obozie Kee rodzi córkę. Wszyscy troje wypływają łódką na umówione wcześniej miejsce, jednak Theo wykrwawia się od rany postrzałowej i umiera. Przypływa statek o nazwie Tomorrow, który ma zabrać Kee do Projektu Humanitarnego.

## Nagrody
| nagroda                                                | rok  | typ       | kategoria                              |
| ------------------------------------------------------ | ---- | --------- | -------------------------------------- |
| Oscar                                                  | 2007 | nominacja | Najlepszy scenariusz adaptowany        |
| Oscar                                                  | 2007 | nominacja | Najlepsze zdjęcia                      |
| Oscar                                                  | 2007 | nominacja | Najlepszy montaż                       |
| BAFTA                                                  | 2007 | wygrana   | Najlepsza scenografia                  |
| BAFTA                                                  | 2007 | wygrana   | Najlepsze zdjęcia                      |
| BAFTA                                                  | 2007 | nominacja | Najlepsze efekty specjalne             |
| MFF w Wenecji – Nagroda Specjalna                      | 2006 | wygrana   | Nagroda Laterna Magica                 |
| MFF w Wenecji – Złota Osella                           | 2006 | wygrana   | Za niezwykły wkład techniczny          |
| MFF w Wenecji – Złoty Lew                              | 2006 | nominacja | Udział w konkursie głównym             |
| Amerykańska Gildia Scenografów ADG                     | 2007 | nominacja | Najlepsza scenografia w filmie fantasy |
| Amerykańskie Stowarzyszenie Operatorów Filmowych – ASC | 2007 | wygrana   | Najlepsze zdjęcia do filmu fabularnego |
| Stowarzyszenie Krytyków Filmowych z Los Angeles LAFCA  | 2006 | wygrana   | Najlepsze zdjęcia                      |
| Amerykańskie Stowarzyszenie Krytyków Filmowych NSFC    | 2007 | wygrana   | Najlepsze zdjęcia                      |
| Hugo                                                   | 2007 | nominacja | Najlepsze zdjęcia                      |
| Satelity                                               | 2007 | nominacja | Najlepsze wydanie DVD                  |
| Saturny                                                | 2007 | wygrana   | Najlepszy film sci-fi                  |
| Saturny                                                | 2007 | nominacja | Najlepszy aktor                        |
| Saturny                                                | 2007 | nominacja | Najlepsza reżyseria                    |